# فيليب فرازير
فيليب فرازير (بالإنجليزية: Philip Fraser)‏ هو قاضي ومحامي وسياسي أمريكي، ولد في 27 يناير 1814 في الولايات المتحدة، وتوفي في 26 يوليو 1876. حزبياً، نشط في الحزب الجمهوري.